# Acordulecera thoracalis
Acordulecera thoracalis – gatunek błonkówki z rodziny Pergidae.

## Taksonomia
Gatunek ten został opisany w 1906 roku przez Friedricha Konowa pod nazwą Acorduleceros thoracalis. Jako miejsce typowe podano brazyliski stan Pará. Lektotyp został wyznaczony przez Davida Smitha w 1990 roku. 

## Zasięg występowania
Ameryka Południowa, znany jedynie ze stanu Pará w płn. Brazylii.